# Persone di nome Camilla
| Questa pagina contiene informazioni ricavate automaticamente dalle voci biografiche con l'ausilio del template Bio e di un bot. L'aggiornamento è periodico e automatico e ricostruisce completamente la pagina. Se manca una persona in questa lista, sei pregato di non aggiungerla, ma accertati piuttosto che la sua voce biografica contenga il template Bio e che i dati anagrafici siano correttamente compilati. Se il template Bio manca, inseriscilo tu stesso o, in alternativa, metti l'avviso {{tmp\|Bio}} che ne segnala la mancanza. Se i dati riportati sono sbagliati, correggi direttamente la voce biografica; le modifiche saranno visibili in questa lista entro pochi giorni. Per chiarimenti vedi il progetto antroponimi. La lista contiene solo le 98 persone che sono citate nell'enciclopedia e per le quali è stato implementato correttamente il template Bio. Pagina aggiornata al 6 mag 2025. |

Questa è una lista di persone presenti nell'enciclopedia che hanno il nome Camilla, suddivise per attività principale.

## Attrici(16)
- Camilla Arfwedson, attrice britannica (Westminster, n. 1981)
- Camilla Belle, attrice statunitense (Los Angeles, n. 1986)
- Lola Braccini, attrice e doppiatrice italiana (Pisa, n. 1889 - Roma, † 1969)
- Millie Brady, attrice britannica (Bracknell, n. 1993)
- Camilla Diana, attrice italiana (San Gimignano, n. 1990)
- Camilla Ferranti, attrice italiana (Terni, n. 1979)
- Camilla Filippi, attrice italiana (Brescia, n. 1979)
- Camilla Horn, attrice tedesca (Francoforte sul Meno, n. 1903 - Gilching, † 1996)
- Camilla Luddington, attrice britannica (Ascot, n. 1983)
- Camilla Pistorello, attrice e ex danzatrice su ghiaccio italiana (Milano, n. 1987)
- Camilla e Rebecca Rosso, attrice britannica (Londra, n. 1994)
- Camilla Rutherford, attrice e modella britannica (Camden, n. 1976)
- Camilla Semino Favro, attrice italiana (Torre del Greco, n. 1986)
- Camilla Sparv, attrice svedese (Stoccolma, n. 1943)
- Camilla Spira, attrice tedesca (Amburgo, n. 1906 - Berlino, † 1997)
- Milly Vitale, attrice italiana (Roma, n. 1932 - Roma, † 2006)

## Attrici teatrali(1)
- Camille Clifford, attrice teatrale e modella belga (Anversa, n. 1885 - † 1971)

## Beate(1)
- Camilla Gentili, beata italiana (San Severino Marche, † 1486)

## Calciatrici(6)
- Camilla Forcinella, calciatrice italiana (Trento, n. 2001)
- Camilla Huseby, calciatrice norvegese (n. 1999)
- Camilla Kur Larsen, calciatrice danese (Ishøj, n. 1989)
- Camilla Labate, calciatrice italiana (Marino, n. 1999)
- Camilla von Lattorff, calciatrice liechtensteinese (Monza, n. 2005)
- Camilla Linberg, calciatrice norvegese (n. 1999)

## Cantanti(3)
- Camilla Brinck, cantante svedese (Botkyrka, n. 1974)
- Camilla, cantante italiana (Cuggiono, n. 1972)
- Camilla Kerslake, cantante britannica (Dulwich, n. 1988)

## Cicliste su strada(1)
- Camilla Alessio, ex ciclista su strada e pistard italiana (Cittadella, n. 2001)

## Compositrici(1)
- Camilla de Rossi, compositrice italiana (forse Roma - forse Vienna)

## Condottiere(1)
- Camilla del Lante, condottiera italiana

## Conduttrici televisive(2)
- Milly Carlucci, conduttrice televisiva e autrice televisiva italiana (Sulmona, n. 1954)
- Camilla Ghini, conduttrice televisiva, conduttrice radiofonica e modella italiana (Roma, n. 1994)

## Doppiatrici(1)
- Camilla Gallo, doppiatrice italiana (Susa, n. 1979)

## Farmaciste(1)
- Camilla Erculiani, farmacista italiana (Padova - Padova)

## Fotografe(1)
- Ylla, fotografa ungherese (Vienna, n. 1911 - Bharatpur, † 1955)

## Ginnaste(3)
- Camilla Bini, ginnasta italiana (Cattolica, n. 1994)
- Camilla Campagnaro, ginnasta italiana (Vicenza, n. 2004)
- Camilla Patriarca, ex ginnasta italiana (Sondrio, n. 1994)

## Giocatrici di badminton(1)
- Camilla Martin, ex giocatrice di badminton danese (Aarhus, n. 1974)

## Giornaliste(1)
- Camilla Cederna, giornalista e scrittrice italiana (Milano, n. 1911 - Milano, † 1997)

## Insegnanti(1)
- Camilla Lucerna, insegnante, filologa e traduttrice austriaca (Riva del Garda, n. 1868 - Zagabria, † 1963)

## Letterate(1)
- Camilla Valenti Gonzaga, letterata italiana (Mantova, n. 1520 - Pianello Val Tidone, † 1544)

## Modelle(2)
- Camilla Sjoberg, modella, showgirl e attrice svedese (Skövde, n. 1976)
- Camilla Vest, modella danese (Copenaghen, n. 1972)

## Nobildonne(6)
- Camilla Bentivoglio, nobildonna italiana (Bologna - † 1529)
- Camilla Borromeo, nobildonna italiana († 1582)
- Camilla Chiavelli, nobildonna italiana (San Ginesio)
- Camilla Gonzaga, nobildonna e letterata italiana (n. 1500)
- Camilla Gonzaga, nobildonna italiana (Bozzolo, n. 1488 - Atripalda, † 1529)
- Camilla Scarampi, nobildonna e poetessa italiana (Asti)

## Nobili(7)
- Camilla Beccaria, nobile italiana (Pavia - Mantova)
- Camilla Faà di Bruno, nobile italiana (Casale Monferrato, n. 1599 - Ferrara, † 1662)
- Camilla Gonzaga, nobile italiana (Vescovato, n. 1500 - San Secondo Parmense, † 1585)
- Camilla Marzano d'Aragona, nobile e letterata italiana († 1514)
- Camilla Pio di Savoia, nobile italiana (Carpi, n. 1440 - Carpi, † 1504)
- Camilla de' Rossi, nobile italiana (San Secondo Parmense, n. 1516 - Cortemaggiore, † 1543)
- Camilla Shand, nobile inglese (Londra, n. 1947)

## Nuotatrici(1)
- Camilla Cattaneo, nuotatrice artistica italiana (Savona, n. 1990)

## Pallamaniste(2)
- Camilla Andersen, ex pallamanista danese (Gentofte, n. 1973)
- Camilla Herrem, pallamanista norvegese (Sola, n. 1986)

## Pallavoliste(4)
- Camilla Iulli, ex pallavolista italiana (Modena, n. 1948)
- Camilla Mingardi, pallavolista italiana (Brescia, n. 1997)
- Camilla Neriotti, pallavolista italiana (Moncalieri, n. 1994)
- Camilla Weitzel, pallavolista tedesca (Amburgo, n. 2000)

## Pittrici(5)
- Camilla Filicchi, pittrice italiana (Gubbio, n. 1771 - Gubbio, † 1848)
- Camilla Guerrieri, pittrice italiana (n. 1628)
- Camilla Guiscardi Gandolfi, pittrice italiana (Genova, n. 1806 - Firenze, † 1893)
- Camilla Lauteri, pittrice italiana (Bologna - Bologna, † 1681)
- Camilla Marazzi, pittrice italiana (Lugano, n. 1885 - Roma, † 1911)

## Poetesse(1)
- Camilla Salvago Raggi, poetessa, scrittrice e traduttrice italiana (Genova, n. 1924 - Novi Ligure, † 2022)

## Politiche(4)
- Camilla Fabbri, politica italiana (Pesaro, n. 1969)
- Camilla Laureti, politica italiana (Roma, n. 1975)
- Camilla Ravera, politica italiana (Acqui Terme, n. 1889 - Roma, † 1988)
- Camilla Sgambato, politica italiana (Santa Maria a Vico, n. 1963)

## Produttrici discografiche(1)
- EVO-K, produttrice discografica, musicista e disc jockey italiana (Riva del Garda, n. 1984)

## Religiose(2)
- Camilla Virginia Savelli Farnese, religiosa italiana (Palombara Sabina, n. 1602 - Roma, † 1668)
- Camilla Battista da Varano, religiosa, mistica e umanista italiana (Camerino, n. 1458 - Camerino, † 1524)

## Schermitrici(2)
- Camilla Batini, schermitrice italiana (Pisa, n. 1992)
- Camilla Mancini, schermitrice italiana (Roma, n. 1994)

## Sciatrici alpine(5)
- Camilla Alfieri, ex sciatrice alpina italiana (Genova, n. 1985)
- Camilla Borsotti, ex sciatrice alpina italiana (Lanzo Torinese, n. 1988)
- Camilla Burks, ex sciatrice alpina canadese (n. 1968)
- Camilla Lundbäck, ex sciatrice alpina svedese (n. 1965)
- Camilla Nilsson, ex sciatrice alpina svedese (Östersund, n. 1967)

## Scrittrici(6)
- Camilla Baresani, scrittrice italiana (Brescia, n. 1961)
- Camilla Grebe, scrittrice svedese (Älvsjö, n. 1968)
- Camilla Läckberg, scrittrice svedese (Fjällbacka, n. 1974)
- Camilla Del Soldato, scrittrice e traduttrice italiana (Reggio Emilia, n. 1862 - Milano, † 1940)
- Camilla Sernagiotto, scrittrice e giornalista italiana (Voghera, n. 1982)
- Camilla Trinchieri, scrittrice italiana (Praga)

## Soprani(3)
- Camilla Nylund, soprano finlandese (Vaasa, n. 1968)
- Camilla Pasini, soprano italiano (n. 1875 - † 1935)
- Camilla Ella Williams, soprano statunitense (Danville, n. 1919 - Bloomington, † 2012)

## Tenniste(1)
- Camilla Rosatello, tennista italiana (Saluzzo, n. 1995)

## Violiniste(2)
- Camilla Urso, violinista e docente francese (Nantes, n. 1840 - New York, † 1902)
- Camilla Wicks, violinista statunitense (Long Beach, n. 1928 - † 2020)

## Senza attività specificata(2)
- Camilla Martelli, italiana (Firenze, n. 1547 - Firenze, † 1590)
- Camilla Rodolfi, mercenaria italiana